# Ogygia (Insel)

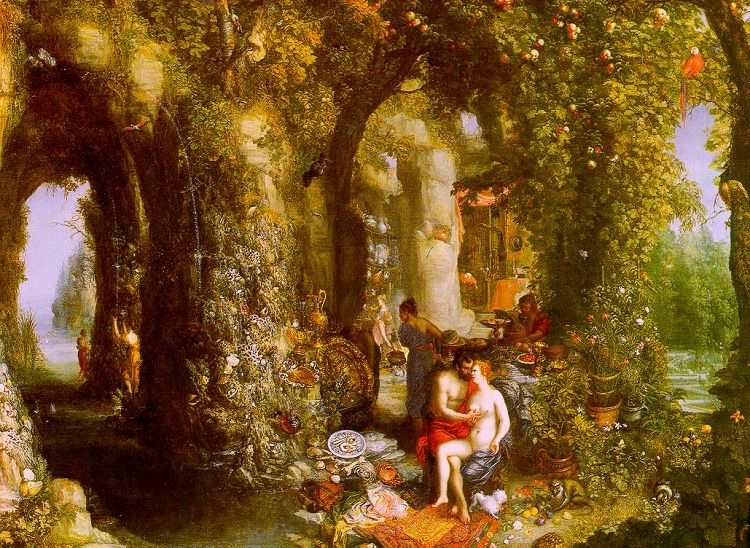
Phantastische Höhlenlandschaft mit Odysseus und Calypso
(Pieter Bruegel der Ältere, um 1616, Johnny van Haeften Gallery, London)

Ogygia (altgriechisch Ὠγυγίη Ōgygíē oder Ὠγυγία Ōgygía) ist der Name der Insel der griechischen Mythologie, auf der die Nymphe Kalypso wohnte.

## Epos
Auf der Insel hielt Kalypso laut Homer Odysseus sieben Jahre lang fest, ehe ihr der Götterbote Hermes die Entscheidung der Götter übermittelte, Odysseus weiterziehen zu lassen.
Homer beschreibt die Insel in seinem Epos wie folgt:
Als er [Hermes] die ferne Insel [Ogygia] jetzo erreichte,

Stieg er aus dem Gewässer des dunkeln Meeres ans Ufer,

Wandelte fort, bis er kam zur weiten Grotte der Nymphe

Mit schönwallenden Locken, und fand die Nymphe zu Hause.

Vor ihr brannt’ auf dem Herd’ ein großes Feuer, und fernhin

Wallte der liebliche Duft vom brennenden Holze der Ceder

Und des Citronenbaums. Sie sang mit melodischer Stimme,

Emsig, ein schönes Gewebe mit goldener Spule zu wirken.

Rings um die Grotte wuchs ein Hain voll grünender Bäume,

Pappelweiden und Erlen und düftereicher Cypressen.

Unter dem Laube wohnten die breitgefiederten Vögel,

Eulen und Habichte und breitzüngichte Wasserkrähen,

Welche die Küste des Meers mit gierigem Blicke bestreifen.

Um die gewölbete Grotte des Felsens breitet’ ein Weinstock

Seine scharrenden Ranken, behängt mit purpurnen Trauben.

Und vier Quellen ergossen ihr silberblinkendes Wasser,

Eine nahe der andern, und schlängelten hierhin und dorthin.

Wiesen grünten umher, mit Klee bewachsen und Eppich.
Die Beschreibung der Flora (Zypressen, Schwarz-Pappel, Schwarz-Erle) auf Ogygia lässt erahnen, dass es sich um eine Toteninsel handelt. Echter Sellerie (oben mit Eppich übersetzt) ist ein Zeichen der Trauer.
Die Lage der Insel wird als am „Nabel des Meeres“ angegeben.

## Lokalisierungsversuche
Das mythische Ogygia wird häufig mit der maltesischen Insel Gozo, auf der man eine „Kalypso-Grotte“ zeigt, identifiziert. Aber auch die griechische Insel Gavdos südlich von Kreta beansprucht, der Wohnort der Nymphe gewesen zu sein. Gavdos hat den Slogan „Gavdos, Insel der Kalypso“ in ihre Eigenwerbung aufgenommen. Bereits Kallimachos setzte im 4. Jahrhundert v. Chr. Ogygia mit der Insel Gaudos gleich. In der moderneren Forschung sind allerdings Zweifel aufgekommen, ob Kallimachos damit Gavdos meinte oder die Insel Gozo. Auch die Insel Melite vor der kroatischen Küste (heute Mljet) wurde und wird mit der Kalypso-Insel verbunden. Auf der zu Sizilien gehörenden Insel Pantelleria wird die Grotta di Sateria auch als Grotte der Kalypso angesehen und man beruft sich dabei u. a. auf Samuel Butler, der Ogygia mit Pantelleria identifizierte. Ferner wurde auch eine Lokalisierung auf Lipari oder Panarea (beide gehören zu den äolischen Inseln) vorgeschlagen.
Außer im Mittelmeer wurde Ogygia auch in der Straße von Gibraltar (Isla del Perejil) oder jenseits der Meerenge, im Atlantik, gesucht. Bereits Strabon lokalisierte Ogygia aufgrund der Angaben Homers im Atlantik. Dem schlossen sich einige neuzeitliche Forscher an: Arthur Breusing sah in Madeira die Insel der Kalypso, während Richard Hennig offen ließ, ob Madeira oder eine der westlichen Kanareninseln mit Ogygia zu identifizieren sei.

### Kalypso-Grotte Gozo
Oberhalb des Ramla Bay befindet sich die „Kalypso-Grotte“ (Calypso Cave) der Insel Gozo. Nachdem ein Teil der Höhle eingestürzt ist, ist sie für Besucher gesperrt und nur noch von oben zu besichtigen.

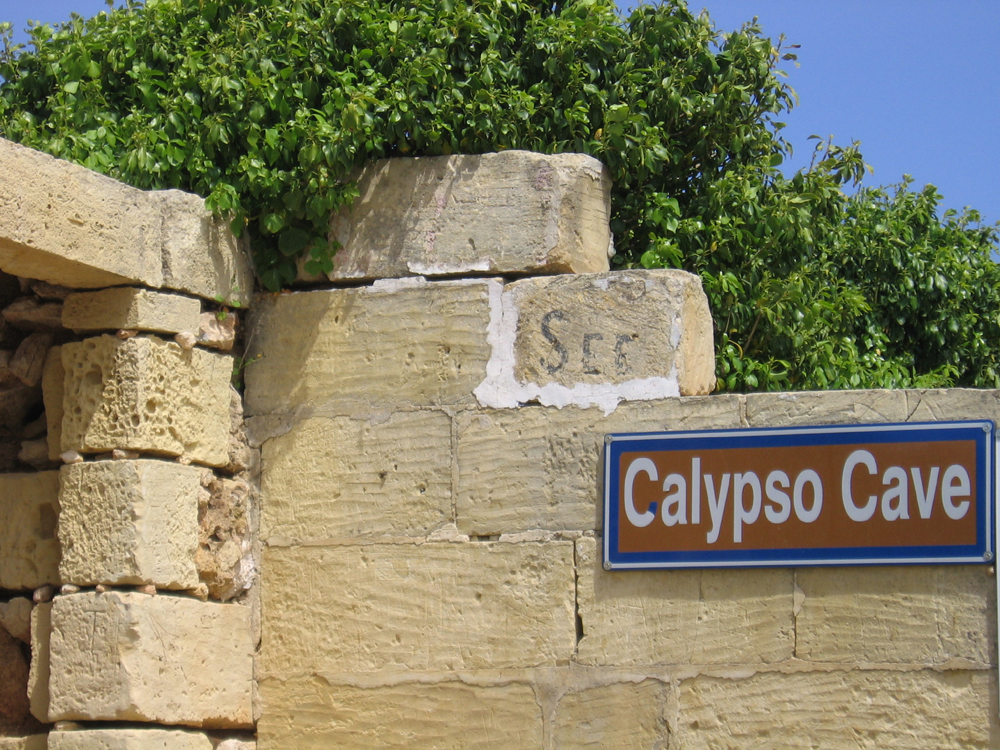
Eingang zur „Kalypso-Grotte“ auf Gozo
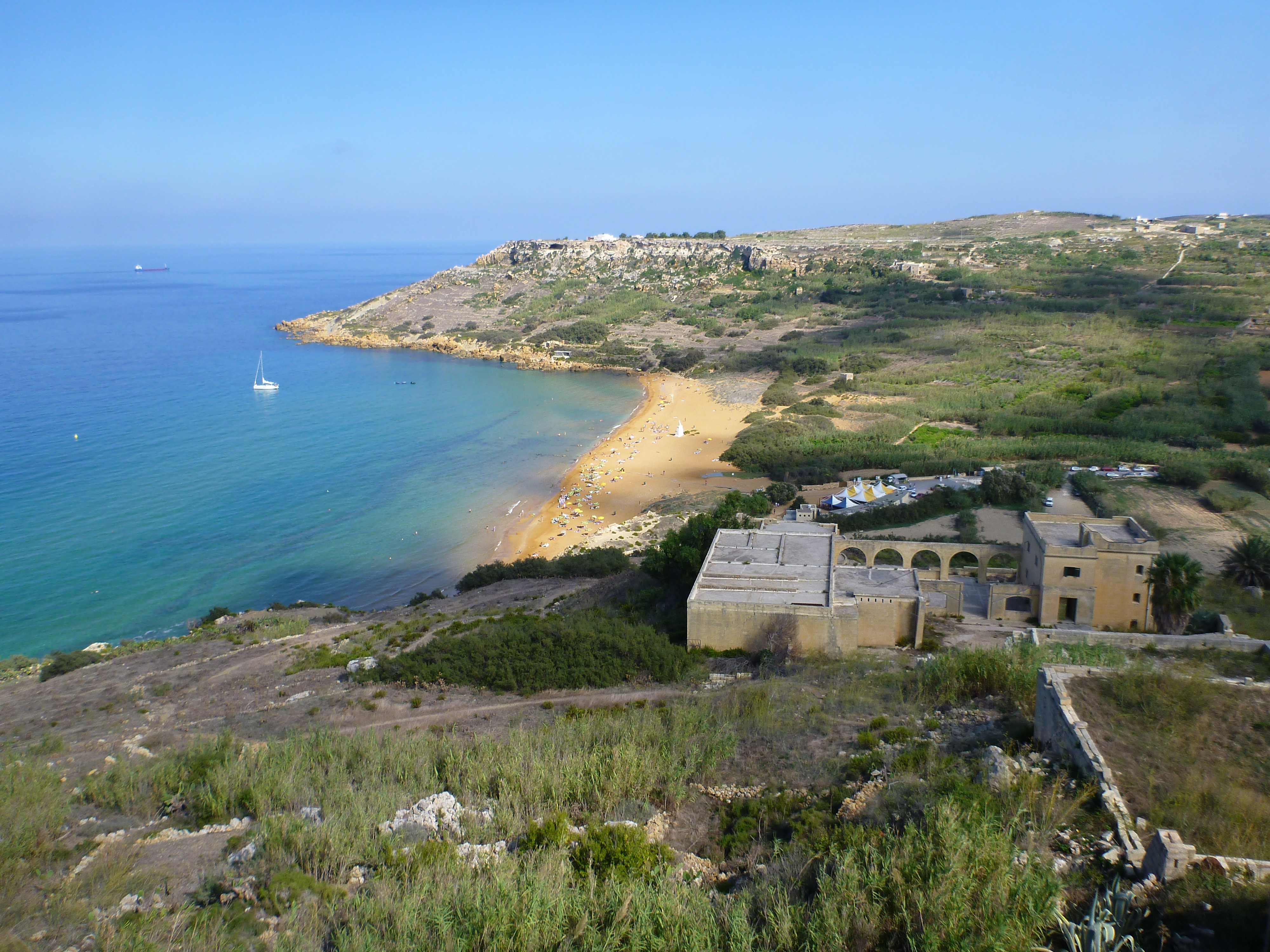
Ausblick am Ausgang der „Kalypso-Grotte“ auf die Ramla Bay
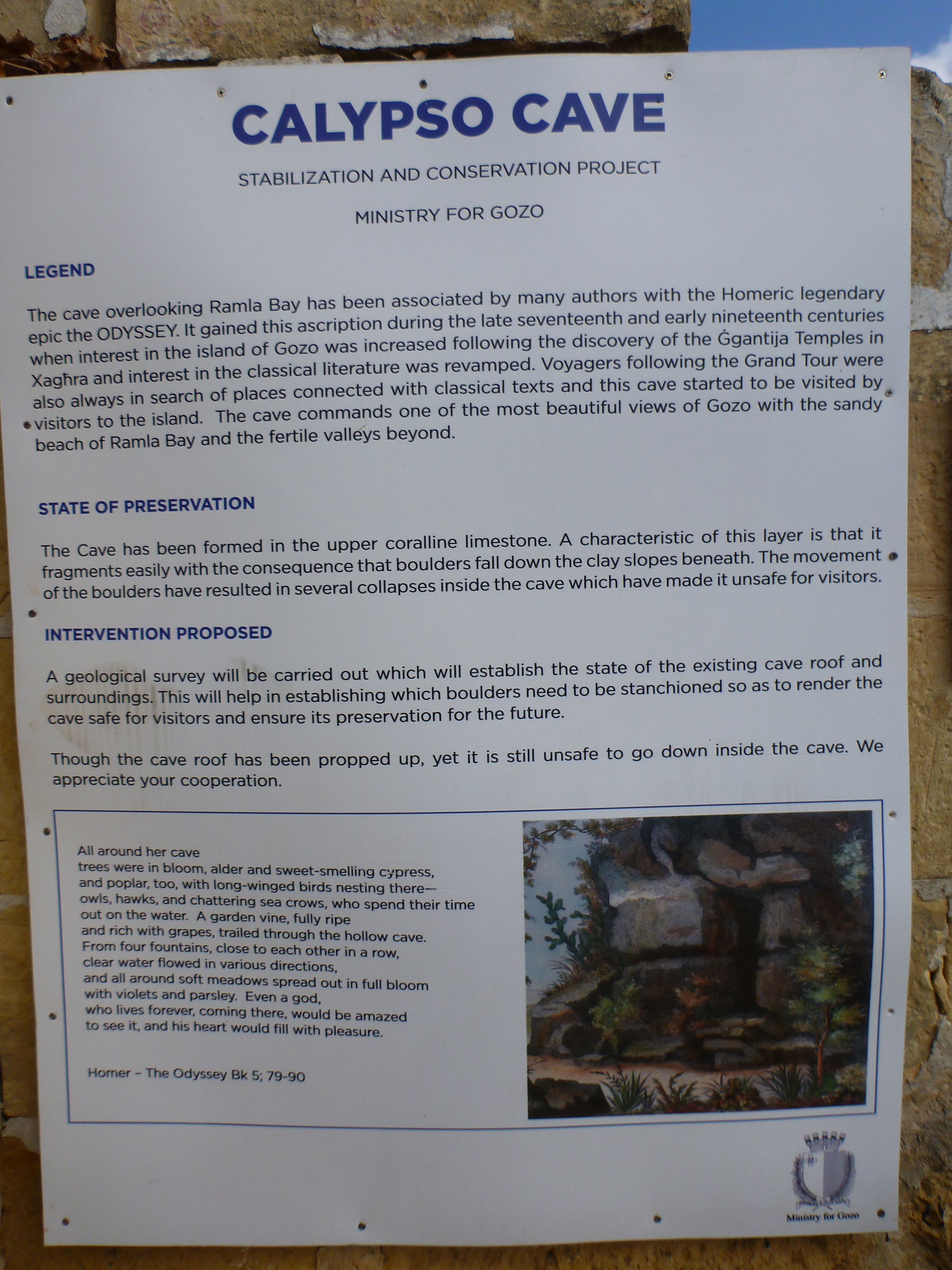
Erklärung zur „Kalypso-Grotte“ vom Ministry for Gozo